# 英格蘭的歷史郡
英格蘭的歷史郡（Historic counties of England）是英格蘭的一級行政區。與同樣稱為「郡」的其他兩種劃分方式（名譽郡、都會郡和非都會郡）不同，歷史郡自此中世紀諾曼征服時期即建立，英格蘭一共有三十九個歷史郡。1889年歷史郡被依據新法案建立的行政郡所取代，後者則在1974年被都會郡和非都會郡取代。

英格蘭的歷史郡

## 列表
- 貝德福德郡（Bedfordshire）
- 伯克郡（Berkshire）
- 白金漢郡（Buckinghamshire）
- 劍橋郡（Cambridgeshire）
- 柴郡（Cheshire）
- 康瓦爾郡（Cornwall）
- 坎伯蘭（Cumberland）
- 德比郡（Derbyshire）
- 德文郡（Devon）
- 多塞特郡（Dorset）
- 達勒姆郡（County Durham）
- 埃塞克斯郡（Essex）
- 格洛斯特郡（Gloucestershire）
- 漢普郡（Hampshire）
- 赫里福德郡（Herefordshire）
- 赫特福德郡（Hertfordshire）
- 亨廷登郡（Huntingdonshire）
- 肯特郡（Kent）
- 蘭開夏（Lancashire）
- 萊斯特郡（Leicestershire）
- 林肯郡（Lincolnshire）
- 米德爾塞克斯（Middlesex）
- 諾福克郡（Norfolk）
- 北安普敦郡（Northamptonshire）
- 諾森伯蘭郡（Northumberland）
- 諾丁漢郡（Nottinghamshire）
- 牛津郡（Oxfordshire）
- 拉特蘭郡（Rutland）
- 施洛普郡（Shropshire）
- 索美塞特郡（Somerset）
- 史丹佛郡（Staffordshire）
- 薩福克郡（Suffolk）
- 薩里郡（Surrey）
- 薩塞克斯郡（Sussex）
- 華威郡（Warwickshire）
- 威斯摩蘭（Westmorland）
- 威爾特郡（Wiltshire）
- 伍斯特郡（Worcestershire）
- 約克郡（Yorkshire）